# بطولة ويمبلدون 1922
قائمة ببطولات ويمبلدون لسنة 1922:

## فردي رجال
جيرالد باترسن هزم  راندولف لايسيت . النتيجة: 6-3 6-4 6-2

## فردي سيدات
سوزان لنغلن هزمت  مولا بجورستدت مالوري. النتيجة: 6-2, 6-0